# Des Moines Township (comté de Pocahontas, Iowa)
Des Moines Township est un township du comté de Pocahontas en Iowa, aux États-Unis,.
Le township est fondé en 1859 et nommé en référence à la rivière Des Moines qui passe dans le township.

## Source de la traduction
- (en) Cet article est partiellement ou en totalité issu de l’article de Wikipédia en anglais intitulé « Des Moines Township, Pocahontas County, Iowa » (voir la liste des auteurs).